# 빌랄 보스니치
후세인 빌랄 보스니치(보스니아어: Husein Bilal Bosnić, 본명: 후세인 보스니치(Husein Bosnić), 1972년 보스니아 헤르체고비나 부짐(Bužim) ~ )은 보스니아 헤르체고비나의 이슬람주의자이다.
어린 시절에 가족들과 함께 독일로 이주하면서부터 살라피주의를 접했다. 1992년에 보스니아 헤르체고비나로 귀환하면서 보스니아 전쟁에서 살라피주의 무장 조직에 가담했다. 살라피주의를 표방한 이맘으로서 유럽 내에서 지하드를 일으킬 것을 주장했다. 또한 유럽에 거주하는 무슬림들에게 이라크 레반트 이슬람 국가의 조직원이 될 것을 주장했다. 2014년 9월 3일 보스니아 헤르체고비나의 정보 기관인 국가수사보호국으로부터 지하드, 테러 선동 혐의로 체포되었다.